# 嚴重特殊傳染性肺炎臺灣疫情相關假訊息
2019冠状病毒病台湾疫情期间，有关台湾疫情的假消息在网络传播，2020年早期疫情期間出現如“装尸袋火葬”、“桃园大妈的话”、“小区有50例感染”、“民进党员可以领口罩”、“台北大巨蛋埋屍體”的消息。在2021年新一波疫情期間出現如「台灣疫情嚴重時，一天燒掉100多具屍體」、「疫苗為了防腐加入了汞和鋁」等消息。
在2021年5月，發生台灣網路寫手林瑋豐自導自演假訊息之風波。

## 案例
台湾事实查核中心每日在网站上辟谣。2020年2月23日，该中心称，有关网传“我三姨是在台湾焊井盖的，昨天在台疾控部门门口马路工作的时候，听到几个当官的聊天说，如果超过四十个案例，菜省长就要下台，所以一直压著真实数据，其实疫情已经在高雄、台南等地传播了，每天都运好几卡车的尸体去台中统一焚化，所以最近台湾省中部的空气质量又下降了，太可怕了”的消息是谣言。2月26日，该中心就多则网传谣言辟谣，其中一例是，“我爸爸是民进党议员，上次和王世坚聊天提到肺炎，说现在台湾已经超过500例了，死亡200了，特别是花莲和台北重灾区，但是蔡当局不敢公布，怕引起民愤，通知了几家绿媒专门造谣抹黑对岸，我现在真的很愤怒，难道我们台湾人不配知道实情吗？”2月27日，该中心还就“台湾省疫情失控，台军方接管台北，蔡当局当街烧死疫情患者”的传闻辟谣。
中華民國总统蔡英文强调，“未来只要散播有关疫情的假消息，最高关三年，罚三百万”。行政院長蘇貞昌則澄清一則「我六叔在屏東養青蛙，昨天送貨到屏東體育館，保安攔住不給進，說裡面在做大通鋪臨時醫院，原來南部已經有700多例了」。蘇貞昌表示，根據屏東縣政府調查，有紀錄以來「沒有人送青蛙到屏東體育館」。2020年2月25日，立法委員高嘉瑜就一則訊息「我媽媽是高嘉瑜議員在台北一中的同學，嘉瑜議員有打電話給我們講，現在武漢肺炎超嚴重，新北夜市商家在半個月前就有發現超多感染者，跑到台北市超多的，政府完全追蹤不到，民進黨察收到好多口罩商，黨員都可以領口罩。嘉瑜議員還送了兩盒口罩給我們，嘉瑜議員本人超甜的好好人！」澄清。高嘉瑜指出，整篇內容都看得出來是杜撰的，畢竟台北一中在現在的台灣已經沒人知道是在哪，據了解應該是建中，「但我是北一女的，但是她說我人超甜、人好好，這件事情是很難否認啦！那我也呼籲中國的五毛，這些網友們，記得要加一句『高嘉瑜本人唱歌超好聽』」。
對中華民國境外網路上一直流進假訊息，指揮中心提醒台灣民眾，若未再查證真的來自可信賴媒體，僅憑接收的文字圖片，轉傳將受罰。有人做出一張假的總統令，謠傳「國安局接管網路」，甚至還盜用電視台截圖，竄改成「蔡總統疑似感染肺炎，已送入隔離病房」，甚至三立新聞網路圖片也被改圖，說「總統疑似感染武漢肺炎，甚至有孕在身可能流產」。被害電視台和三立新聞都对此提告。2020年2月29日，“韓粉”脸书社團「韓國瑜市長後援會」页面上出现偽造的署名「秘情科孫笑川」的台灣「國家安全局密報」，指前總統李登輝已罹患2019冠状病毒病過世，此消息已由國安局封鎖，並已將48名醫護人員軟禁，防止訊息外洩。
2021年台灣爆發新一輪疫情，5月22日陳時中使用「校正回歸」來報告新增新冠個案引起的網絡討論，也傳出法務部調查局對下令外勤處站情蒐「校正回歸」的報道。之後調查局澄清並未針對「校正回歸」一事進行情蒐。
2021年5月24日，眼球中央電視台親綠寫手林瑋豐被指出在PTT發表涉及反串的言論惹議。林瑋豐在24日中午在臉書發佈「PTT八卦板鼓吹移除或封鎖衛福部疾管署帳號」「深藍韓粉群組直接在這裡上演」的訊息。此文引發PTT鄉民不滿，被鄉民查出牽涉其中。為此他在臉書發文道歉，且他本人及眼球中央電視台先後證實他為此事件停職。林瑋豐曾任風傳媒記者，是民進黨網路社群中心副主任楊敏的丈夫。5月25日，臺灣高等檢察署將林瑋豐案發交臺灣新北地方檢察署，指揮法務部調查局新北市調查處與內政部警政署刑事警察局「從速從嚴」偵辦。民進黨發言人顏若芳稱，「林姓網友」（林瑋豐）不是民進黨黨工，更不是受雇於民進黨。

## 刑罰或行政罰
2020年2月6日，藝人謝和弦在Instagram上張貼「大麻可殺死武漢肺炎病毒」等訊息，接連遭刑事局、調查局約談，刑事局偵查第一大隊於2月24日通知謝和弦到案說明，警方訊後將他依社會秩序維護法函送法院簡易庭裁處。有網友曾在宜蘭相關臉書社群上貼文指出「吸食K他命可治療武漢（新冠）病毒」，並表示「真假啊？我看K他命要漲價缺貨了」。宜蘭警方於2月20日在網路巡邏時發現這篇假訊息後，將這名散布不實訊息的男子查補，移送法辦。新北市新莊區25歲莊姓男子，涉嫌在臉書社團發文指出「台灣疫情失控，軍方接管台北，蔡當局當街燒死疫情患者」等謠言；宜蘭縣警方網路巡邏發現後，循線逮獲莊姓男子，並依法送辦，莊恐面臨最高3年以下有期徒刑及300萬元以下罰金。2020年3月2日，一名50歲的邱姓無業男子，在個人臉書發佈“獨家新聞”，說整批疫區的中國大陸學生，在警察護送下，回到台灣的大學校區，台南市東區已經淪陷；警方證實此事是謠言，通知邱到案，邱卻不配合，還嗆警察有種拿拘票來抓我，並聲稱要逃亡60天，最後邱被依社會秩序維護法送辦。警方統計，1月23日到3月1日，短短一個多月，就偵辦150件假消息案件，其中78件、111個人被移送。2021年5月台灣第二波疫情爆發，假消息案件引來第二波增幅，5月1日至5月20日期間，警政系統查處60件，移送21件、42人，剩下39件持續偵辦中。

## 中國大陸回應
2020年3月3日，针对中華民國政府指责中国大陆“网军”在台湾散布疫情的假信息，中國大陸国台办发言人朱凤莲在应询时表示，「我们注意到了有关报道。民进党当局声称所谓『大陆网友在台散布疫情假信息』完全是编织谎言」。

## 備註
1. ↑  “狗粉丝”用语，“井”指代台湾地区
2. ↑  “狗粉丝”用语，“蛙”指代台湾人民。

孫笑川的黑粉狗粉丝以井蛙（井底之蛙）、蛙的繪文字和相关表情图形容台湾，和作为狗粉丝间彼此辨认的暗语（防止欺骗到自己人），关于这个以非常规手法炒作给孫笑川增加知名度的群体，详见孫笑川条目。
需注意现在「井」、「蛙」现已被中国大陆网友普遍使用。